# Andrés Hubert Fournet
Andrés Hubert Fournet (Saint-Pierre-de-Maillé, 6 de diciembre de 1752-La Puye, 13 de mayo de 1834) fue un sacerdote católico francés, cofundador con Juana Isabel Bichier des Ages de la Congregación de Hijas de la Cruz.

## Biografía
Andrés Hubert Fournet nació en la localidad de Saint-Pierre-de-Maillé (Poitou, Francia), el 6 de diciembre de 1752. Cuando joven desterró toda idea de querer sacerdote, a causa de su frágil salud, razón por la cual no pudo seguir sus estudios de magistratura y de llevar a cabo una carrera militar. Superados los obstáculos, logró ingresar en el seminario de Poitiers, donde se ordenó como sacerdote en 1776.

Cuando estalló la Revolución francesa (1789), a causa de la persecución religiosa que se desató contra los clérigos, decidió huir a España.  Se refugió primero en San Sebastián y luego en el pueblo de Los Arcos en Navarra. A su regreso a Francia tomó contacto con Juana Isabel Bichier des Ages (también venerada como santa en la Iglesia católica) a quien ayudó en la fundación de la Congregación de Hijas de la Cruz (1804).
Fournet daba prioridad a la evangelización de los pobres, siguiendo la teología del Pauperes evangelizantur, la cual enseña que la evangelización de los pobres es una señal del Reino de Dios. Los últimos años de su vida los pasó como director espiritual de las Hijas de la Cruz, en especial de su fundadora. Murió en La Puye el 13 de mayo de 1834.

## Culto
Andrés Fournet gozaba, ya en vida, de fama de santo, tanto que el obispo de Poitiers, quien presidió su funeral, dijo de él que «el cielo acaba de enriquecerse con un nuevo miembro y la tierra acaba de perder un modelo de todas las virtudes sacerdotales». Fue beatificado por el Papa Pío XI el 16 de mayo de 1926 y canonizado por el mismo Papa, el 4 de junio de 1933.
El Martirologio romano recoge su memoria el 12 de mayo, aunque si en la Iglesia universal, y en especial modo en su congregación, se celebra el 23 de septiembre.